# Cronologia della metropolitana di Madrid

Piano schematico della metropolitana di Madrid

Di seguito è riassunta, per sommi capi, la cronologia dell'evoluzione e dello sviluppo della metropolitana di Madrid.

## Prima del 1910
| Data | Linea | Avvenimento                                                                  |
| ---- | ----- | ---------------------------------------------------------------------------- |
| 1892 | -     | Pedro García Faria presenta il primo progetto con cinque linee metropolitane |

## Anni 1910
| Data             | Linea                                                                                             | Avvenimento |
| ---------------- | ------------------------------------------------------------------------------------------------- | --- |
| 1913             | -                                                                                                 | Carlos Mendoza, Miguel Otamendi e Antonio González Echarte presentano un nuovo progetto con quattro linee metropolitane |
| 1915             | -                                                                                                 | Miguel Otamendi presenta un nuovo progetto                                                                              |
| 23 aprile 1917   |                                                                                                   | Iniziano i lavori per la prima linea metropolitana                                                                      |
| 17 ottobre 1919  | Il re Alfonso XIII inaugura la prima linea della metropolitana di Madrid tra Sol e Cuatro Caminos | |
| 31 ottobre 1919  | La linea viene aperta al pubblico                                                                 | |
| 20 novembre 1920 | La stazione Red de San Luis prende il nome Gran Vía                                               | |

## Anni 1920
| Data              | Linea                                        | Avvenimento                                                                                                 |
| ----------------- | -------------------------------------------- | --- |
| 26 dicembre 1921  |                                              | Prolungamento da Sol alla stazione Mediodía, l'attuale stazione Estación del Arte                           |
| 8 maggio 1923     | Prolungamento da Atocha a Puente de Vallecas | |
| 14 giugno 1924    |                                              | Viene augurato il primo tratto della linea, tra Sol e Plaza de Las Ventas                                   |
| 21 ottobre 1925   | Prolungamento da Sol a Quevedo               | |
| 27 dicembre 1925  |                                              | Viene augurata la linea R o Ramal, tra le stazioni di Opera e la Estación del Norte, l'attuale Príncipe Pío |
| 6 marzo 1929      |                                              | Prolungamento da Cuatro Caminos a Tetuán                                                                    |
| 10 settembre 1929 |                                              | Prolungamento da Quevedo a Cuatro Caminos                                                                   |

## Anni 1930
| Data              | Linea                                                                     | Avvenimento                                                 |
| ----------------- | ------------------------------------------------------------------------- | ----------------------------------------------------------- |
| 14 aprile 1931    |                                                                           | La stazione Isabel II cambia nome e prende il nome Ópera    |
| 17 settembre 1932 |                                                                           | Apre la diramazione tra Goya e Diego de León                |
| 9 agosto 1936     |                                                                           | Viene inaugurata la linea tra Sol e Embajadores             |
| 5 giugno 1937     |                                                                           | La stazione Ópera cambia nome e prende il nome Fermín Galán |
| 10 luglio 1939    | La stazione Fermín Galán cambia nome e riprende il nome Ópera             |                                                             |
| 10 luglio 1939    | La stazione Progreso cambia nome e prende il nome Tirso de Molina         |                                                             |
| 10 luglio 1939    | La stazione Príncipe de Vergara cambia nome e prende il nome General Mola |                                                             |

## Anni 1940
| Data           | Linea | Avvenimento                                                    |
| -------------- | ----- | -------------------------------------------------------------- |
| 29 marzo 1940  |       | La stazione Gran Vía cambia nome e prende il nome José Antonio |
| 15 luglio 1941 |       | Prolungamento da Sol a Argüelles                               |
| 23 marzo 1944  |       | Apre il primo tratto della linea, tra Argüelles e Goya         |

## Anni 1950
| Data           | Linea                           | Avvenimento                                                               |
| -------------- | ------------------------------- | ------------------------------------------------------------------------- |
| 1º marzo 1951  |                                 | Prolungamento da Embajadores a Legazpi                                    |
| 2 ottobre 1958 |                                 | Il tratto tra le stazioni Goya e Diego de León viene inglobato alla linea |
| 2 ottobre 1958 | Il nuovo capolinea diventa Goya |                                                                           |

## Anni 1960
| Data             | Linea | Avvenimento                                       |
| ---------------- | ----- | ------------------------------------------------- |
| 1º febbraio 1961 |       | Prolungamento da Tetuán a Plaza de Castilla       |
| 4 febbraio 1961  | S     | Apre la linea tra Plaza de España e Casa de Campo |
| 2 luglio 1962    |       | Prolungamento da Puente de Vallecas a Portazgo    |
| 17 luglio 1963   |       | Prolungamento da Argüelles a Moncloa              |
| 28 maggio 1964   |       | Prolungamento da Ventas a Ciudad Lineal           |
| 21 maggio 1966   |       | Viene chiusa la stazione Chamberí                 |

## Anni 1970
| Data            | Linea                             | Avvenimento                                                                           |
| --------------- | --------------------------------- | ------------------------------------------------------------------------------------- |
| 2 marzo 1970    |                                   | Il tratto tra le stazioni di Diego de León a Ciudad Lineal viene inglobato alla linea |
| 2 marzo 1970    | Il nuovo capolinea diventa Ventas |                                                                                       |
| 26 marzo 1973   |                                   | Prolungamento da Diego de León a Alfonso XIII                                         |
| 4 gennaio 1979  |                                   | Prolungamento da Alfonso XIII a Esperanza                                             |
| 11 ottobre 1979 |                                   | Viene inaugurata la linea tra le stazioni di Cuatro Caminos e Pacífico                |

## Anni 1980
| Data             | Linea                                                                       | Avvenimento                                                                   |
| ---------------- | --------------------------------------------------------------------------- | ----------------------------------------------------------------------------- |
| 31 gennaio 1980  |                                                                             | Viene inaugurata la linea tra le stazioni di Sainz de Baranda e Pavones       |
| 18 dicembre 1981 |                                                                             | La linea tra Plaza de España e Casa de Campo prende la numerazione 10         |
| 18 dicembre 1981 | Prolugamento da Plaza de España a Alonso Martinez                           |                                                                               |
| 10 giugno 1982   |                                                                             | Viene inaugurata la linea tra le stazioni di Nuevos Ministerios a Fuencarral  |
| 3 giugno 1983    |                                                                             | Prolugamento da Plaza de Castilla a Herrera Oria                              |
| 1 giugno 1984    |                                                                             | La stazione José Antonio cambia nome e riprende il nome Gran Vía              |
| 1 giugno 1984    | La stazione General Mola cambia nome e riprende il nome Príncipe de Vergara |                                                                               |
| 1 giugno 1984    | La stazione Elvas cambia nome e prende il nome Opañel                       |                                                                               |
| 23 dicembre 1986 |                                                                             | Prolugamento da Nuevos Ministerios a Avenida de América                       |
| 15 marzo 1987    |                                                                             | La stazione Palos de Moguer cambia nome e prende il nome Palos de la Frontera |
| 27 luglio 1988   |                                                                             | Apre la stazione Atocha Renfe                                                 |

## Anni 1990
| Data             | Linea                                                                                                | Avvenimento                                                                                 |
| ---------------- | --- | ------------------------------------------------------------------------------------------- |
| 15 gennaio 1995  | | La stazione Norte cambia nome e prende il nome di Príncipe Pío                              |
| 26 dicembre 1996 | | La stazione Príncipe Pío viene integrata nella linea                                        |
| 18 dicembre 1997 | | La stazione Lima cambia nome e prende il nome Santiago Bernabéu                             |
| 22 gennaio 1998  | | Prolugamento da Alonso Martinez a Nuevos Ministerios                                        |
| 22 gennaio 1998  | Viene inglobata alla linea la tratta tra Nuevos Ministerios e Fuencarral facente parte della linea 8 |                                                                                             |
| 22 gennaio 1998  | Scompare il numero 8 dalla numerazione delle linee metro per alcuni mesi                             |                                                                                             |
| 27 aprile 1998   | | Prolungamento da Esperanza a Mar de Cristal                                                 |
| 24 giugno 1998   | | Viene inaugurata la nuova linea 8 tra le stazioni di Mar de Cristal e Campo de las Naciones |
| 16 ottobre 1998  | | Apre la stazione Canal                                                                      |
| 16 ottobre 1998  | Prolungamento da Avenida de América a Canal                                                          |                                                                                             |
| 16 novembre 1998 | | Viene inaugurata la linea tra le stazioni di Plaza Elíptica e Pan Bendito                   |
| 15 dicembre 1998 | | Prolungamento da Mar de Cristal a Parque de Santa María                                     |
| 4 marzo 1999     | | Prolungamento da Miguel Hernández a Congosto                                                |
| 14 giugno 1999   | | Prolungamento da Campo de las Naciones a Aeropuerto                                         |
| 7 settembre 1999 | | Prolungamento da Aeropuerto a Barajas                                                       |

## Anni 2000
| Data             | Linea                                                       | Avvenimento                                                                        |
| ---------------- | ----------------------------------------------------------- | ---------------------------------------------------------------------------------- |
| 21 maggio 2002   |                                                             | Prolungamento da Mar de Cristal a Nuevos Ministerios                               |
| 22 ottobre 2002  |                                                             | La tratta tra Casa de Campo e Aluche viene integrata nella linea                   |
| 22 ottobre 2002  | Il nuovo capolinea diventa Colonia Jardín                   |                                                                                    |
| 11 aprile 2003   |                                                             | Prolungamento da Colonia Jardín a Puerta del Sur, nel comune di Alcorcón           |
| 11 aprile 2003   | Apre la seconda linea circolare della città                 |                                                                                    |
| 18 dicembre 2006 |                                                             | Prolungamento da Pan Bendito a La Peseta                                           |
| 22 dicembre 2006 |                                                             | Apre la stazione Aviación Española                                                 |
| 16 febbraio 2007 |                                                             | Prolungamento da Ventas a La Elipa                                                 |
| 20 marzo 2007    |                                                             | Prolungamento da Plaza de Castilla a Chamartín                                     |
| 11 aprile 2007   |                                                             | Prolungamento da Chamartín a Pinar de Chamartín                                    |
| 11 aprile 2007   | Prolungamento da Parque de Santa María a Pinar de Chamartín |                                                                                    |
| 27 aprile 2007   |                                                             | Prolungamento da Fuencarral a Hospital Infanta Sofía                               |
| 3 maggio 2007    |                                                             | La stazione Aeropuerto cambia nome e prende il nome Aeropuerto T1-T2-T3            |
| 16 maggio 2007   |                                                             | Prolungamento da Congosto a Valdecarros                                            |
| 24 maggio 2007   |                                                             | La linea viene aperta tra le stazioni di Pinar de Chamartín e Las Tablas           |
| 8 agosto 2008    |                                                             | La stazione Hospital del Norte cambia nome e prende il nome Hospital Infanta Sofía |

## Anni 2010
| Data              | Linea                                                                        | Avvenimento                                                                                               |
| ----------------- | ---------------------------------------------------------------------------- | --- |
| 5 ottobre 2010    |                                                                              | Prolungamento da La Peseta a La Fortuna                                                                   |
| 16 marzo 2011     |                                                                              | Prolungamento da La Elipa e Las Rosas                                                                     |
| 1º giugno 2013    |                                                                              | La stazione Sol cambia nome e prende il nome Vodafone Sol                                                 |
| 21 maggio 2016    |                                                                              | Chiude la linea per lavori di modernizzazione                                                             |
| 1º giugno 2016    |                                                                              | La stazione Vodafone Sol cambia nome e riprende il nome Sol                                               |
| 14 settembre 2016 |                                                                              | Riaprono le tratta tra Plaza de Castilla e Cuatro Caminos e Alto del Arenal e Sierra de Guadalupe         |
| 20 ottobre 2016   |                                                                              | Riapre la tratta tra Atocha Renfe e Alto del Arenal                                                       |
| 22 ottobre 2016   |                                                                              | Riapre il resto della tratta                                                                              |
| 21 giugno 2017    |                                                                              | La stazione Estadio Olímpico cambia nome e prende il nome di Estadio Metropolitano                        |
| 25 giugno 2017    |                                                                              | La stazione Campo de las Naciones cambia nome e prende il nome di Feria de Madrid                         |
| 20 agosto 2018    |                                                                              | La stazione Gran Vía viene chiusa per lavori di ammodernamento                                            |
| 1 dicembre 2018   |                                                                              | La stazione della metro di Atocha cambia nome e prende il nome di Estacion del Arte                       |
| 1 dicembre 2018   | La stazione Metropolitano cambia nome e prende il nome di Vicente Aleixandre | |
| 23 marzo 2019     |                                                                              | Apre la stazione di Arroyofresno, costruita nel 1999 ma non inaugurata per mancanza di domanda nella zona |

## Anni 2020
| Data             | Linea | Avvenimento                                                                          |
| ---------------- | ----- | ------------------------------------------------------------------------------------ |
| 16 luglio 2021   |       | Riapre la stazione di Gran Vía con un collegamento alla stazione di Cercanías di Sol |
| 1º febbraio 2022 |       | La stazione Atocha Renfe cambia nome e prende il nome di Atocha                      |